# Whirlwind Raiders
Whirlwind Raiders è un film del 1948 diretto da Vernon Keays.
È un western statunitense ambientato in Texas nel 1873 con Charles Starrett, Fred F. Sears e Nancy Saunders. Fa parte della serie di film western della Columbia incentrati sul personaggio di Durango Kid.

## Produzione
Il film, diretto da Vernon Keays su una sceneggiatura di Norman S. Hall, fu prodotto da Colbert Clark per la Columbia Pictures e girato dal 3 settembre all'11 settembre 1947.

## Distribuzione
Il film fu distribuito negli Stati Uniti dal 13 maggio 1948 al cinema dalla Columbia Pictures.
Altre distribuzioni:
- in Brasile (Cavaleiro da Lei)
- nel Regno Unito (State Police)

## Promozione
Le tagline sono:
- SONG-SWEPT THRILLS WITH THE TEXAS RANGERS!
- ADVENTURE STORMS TO NEW HIGHS!